# Dysimia jamaicensis
Dysimia jamaicensis är en insektsart som först beskrevs av William Lucas Distant 1907.  Dysimia jamaicensis ingår i släktet Dysimia och familjen Derbidae. Inga underarter finns listade i Catalogue of Life.